# Friedewalder Sandstein

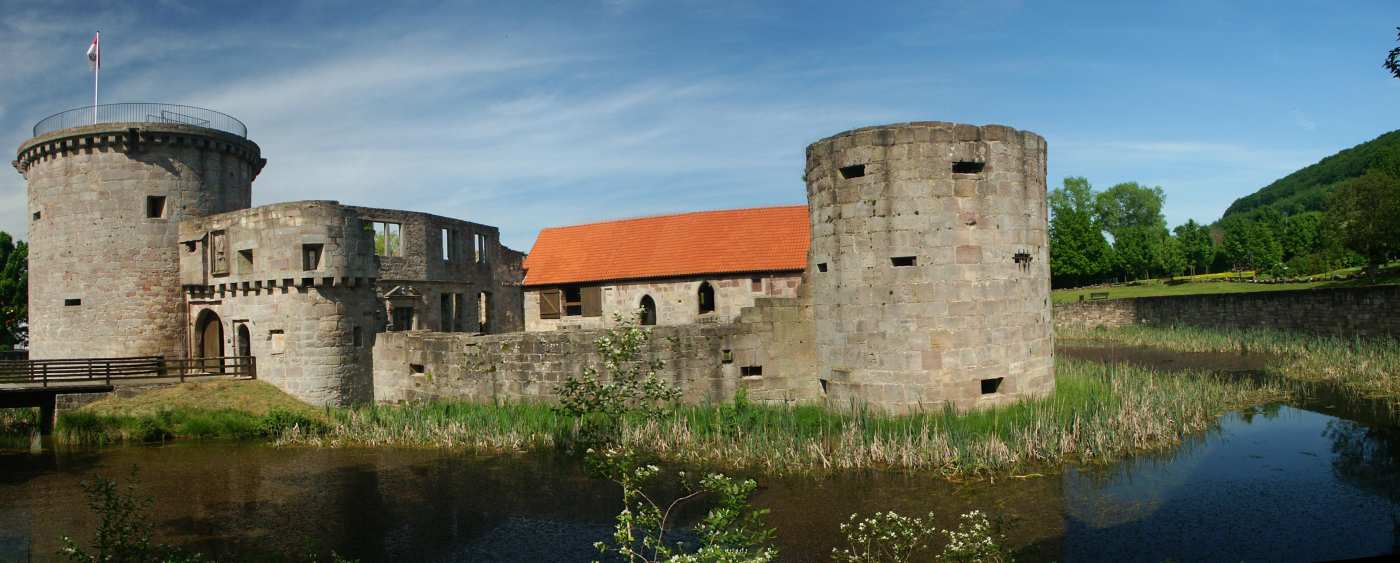
Wasserschloss in Friedewald aus Friedewalder Sandstein

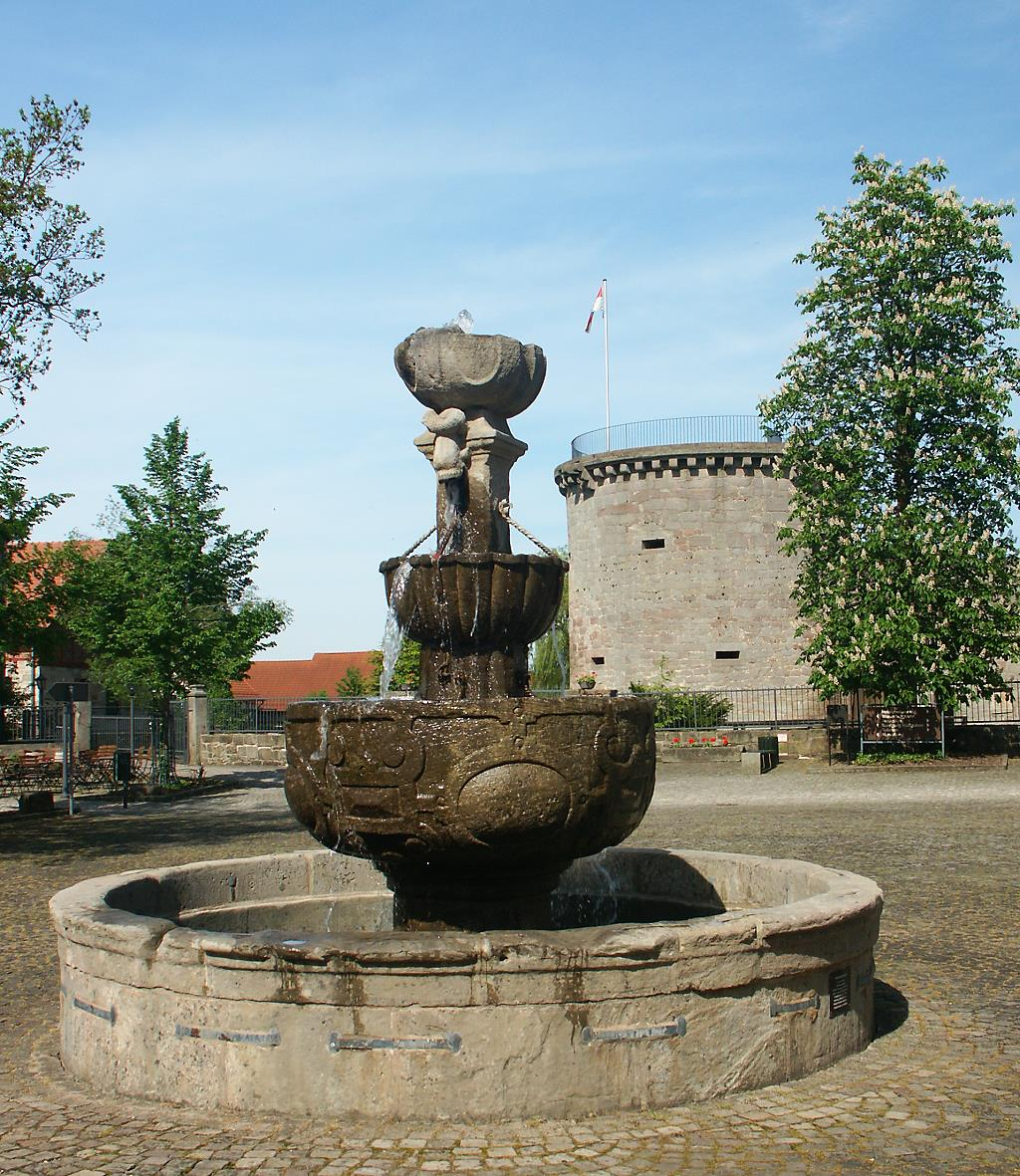
Barocker Dreischalenbrunnen in Friedewald aus Friedewalder Sandstein

Der Friedewalder Sandstein wird östlich von Bad Hersfeld im Landkreis Hersfeld-Rotenburg in Hessen im Ort Friedewald am Dreienberg gebrochen. Er entstand in der Untertrias und gehört zur  Solling-Folge des Mittleren Buntsandsteins. Er wird heute (2008) noch abgebaut.

## Vorkommen, Mineralogie und Farbe
Die Vorkommen des Mittleren Buntsandsteins sind von Bausteinqualität. Außer der quarzitischen Bindung der Sandsteine kommen als Nebengemengteile nur geringe Anteile von Feldspäten und Glimmer vor. Der Friedewalder Sandstein, der zu dieser Folge gehört, ist hellgrau bis grau gefärbt, die Farbe reicht auch von blassbraun bis hellgelblich. Eine genaue Farbe ist nicht bestimmbar, da die jeweiligen Gesteinsschichten, wie in allen Sandsteinen des Buntsandsteins, unterschiedlich gefärbt sind und ein Farbwechsel häufig erfolgt.
Es handelt sich um einen quarzgebundenen Sandstein. Es kommen auch vereinzelt Tonbindungen vor. Er besteht aus 73 Prozent Quarz, 22 Prozent Gesteinsbruchstücken und 5 Prozent Feldspat, der Anteil der Schwerminerale und opaker Minerale liegt unter 1 Prozent. Die Korngröße liegt durchschnittlich bei 0,5 Millimeter bei einer Spanne von 0,1 bis 3 Millimeter.

## Verwendung
Verwendet wurde dieser Sandstein vor allem für Massivbauten, Mauersteine, Fenster- und Türgewände sowie Treppen, Fassaden und in der Steinbildhauerei. Der Friedewalder Sandstein ist ein verwitterungsbeständiger Sandstein.
Bauwerke, die aus dem Friedewalder Sandstein errichtet sind: Friedewalder Wasserschloss, Bischöflicher Stuhl Fulda, Fassaden des Landesverbandes des Deutschen Roten Kreuzes in Erfurt, Krankenhaus St. Josef in Schweinfurt, Bayerische Landesbrandversicherung München, Brunnen Markt Hirschaid. Zahlreiche Gebäude der Bahn wurden in der Gründerzeit aus diesem Sandstein errichtet.